# Élections générales sud-africaines de 1943
Les élections générales sud-africaines du 7 juillet 1943 sont les deuxièmes élections législatives remportées par le parti uni dirigé depuis septembre 1939 par le premier ministre Jan Smuts. Il dispose alors d'une majorité renforcée par l'appui du parti travailliste, du parti du Dominion et des deux élus indépendants. 
Le Parti national réunifié, issu de la réconciliation entre le parti national purifié et d'une partie des partisans de James B. Hertzog hostiles à la participation de l'Afrique du Sud dans la Seconde Guerre mondiale, parvient à marginaliser toutes les dissidences d'extrême-droite et à renforcer son groupe parlementaire. 
Ces élections générales ont lieu alors que l'Afrique du Sud est engagée aux côtés des Alliés dans la Seconde Guerre mondiale.

## Franchise électorale
En application du South Africa Act de 1910, modifié par un amendement en 1931, tous les hommes blancs et toutes les femmes blanches résidant en Afrique du Sud sont électeurs à partir du moment où ils sont âgés de plus de 21 ans. Dans la province du Cap, un système de franchise électorale non raciale, hérité de la colonie du Cap et basé sur l'instruction, le salaire et la propriété, permet aux hommes de couleur (coloureds) de bénéficier du droit de vote et d'émarger sur les mêmes listes électorales que les Blancs. Un système similaire plus restrictif existe aussi au Natal. 
À la suite de l'adoption du Representation of Natives Act en 1936, les électeurs noirs de la province du Cap désignent sur des listes séparées 3 députés (blancs) représentant des districts électoraux spécifiques et chargés de défendre leurs intérêts au parlement. Les élections concernant ces députés sont intervenues à des dates différentes (19 août, 26 octobre et 29 octobre 1942). Trois candidats indépendants furent élus parmi lesquels Margaret Ballinger.

## Mode de scrutin à la chambre de l'assemblée du parlement
La chambre de l'assemblée du parlement de l'Union d'Afrique du Sud compte 150 sièges en 1943 auxquels s'ajoutent les 3 sièges représentant les populations autochtones du Cap. 
Le mode de scrutin appliqué depuis la formation de l'Union d'Afrique du Sud est celui du scrutin uninominal majoritaire à un tour. Son avantage est de permettre l'élection d'un candidat qui aura obtenu le plus de voix sur sa circonscription électorale mais son principal défaut est aussi de permettre l'élection d'un candidat qui peut se révéler minoritaire quand il n'a pas obtenu plus de 50 % des voix. 
La délimitation des circonscriptions électorales est celle réalisée en 1942. 
| Provinces        | province du Cap | Natal | État libre d'Orange | Transvaal | Total |
| ---------------- | --------------- | ----- | ------------------- | --------- | ----- |
| Nombre de sièges | 56              | 16    | 14                  | 64        | 150   |

## Forces politiques en présence
La déclaration de guerre en Europe a eu pour effet de dynamiter l'alliance politique passée entre Hertzog et Smuts qui avait abouti à la création du parti uni et à la formation de nouveaux groupes parlementaires à la chambre de l'assemblée. 
| Parti                   | Cap | Natal | Orange FS | Transvaal | Total |
| ----------------------- | --- | ----- | --------- | --------- | ----- |
| Parti Uni               | 38  | 7     | 9         | 57        | 111   |
| Parti national réunifié | 20  | 0     | 6         | 1         | 27    |
| Parti travailliste      | 0   | 1     | 0         | 2         | 3     |
| Parti du Dominion       | 1   | 7     | 0         | 0         | 8     |
| Parti socialiste        | 0   | 1     | 0         | 0         | 1     |
| Total                   | 59  | 16    | 15        | 60        | 150   |

En septembre 1939, le premier ministre James Barry Hertzog, partisan de la neutralité est mis en minorité lors d'un vote solennel au parlement face à Smuts, partisan de l'entrée au guerre au côté des Alliés. Contraint de renoncer à ses fonctions, Hertzog quitte également le parti uni avec plusieurs de ses partisans (notamment Ernest George Jansen, Nicolaas Havenga, Jozua François Naudé, Ben Schoeman) et se rapproche de Daniel François Malan. Le ralliement politique est officialisé en janvier 1940 avec la création du parti national réunifié afin symboliquement d'effacer la rupture de 1934 entre les deux hommes. Mais cette réconciliation fait long feu en raison de l'hostilité et des intrigues de plusieurs membres du parti national (Charles Swart, Hendrik Verwoerd, Johannes Strijdom, Eric Louw) qui parviennent à empêcher Hertzog de prendre la direction du parti national de l'État libre d'Orange. Ce dernier finalement jette l'éponge et se retire de la vie politique. Nicolaas Havenga forme de son côté un nouveau mouvement, le parti afrikaner, comptant 8 députés dans son groupe parlementaire. 
Un autre homme politique issu du parti uni et ancien ministre, Oswald Pirow, forme également un nouveau mouvement politique appelé Nuwe Order. S'il parvient à constituer un groupe parlementaire de 16 membres, le parti se désaxe rapidement vers l'extrême droite sur une ligne anti-britannique, nationaliste, républicaine et pro-allemande. 
| Parti                   | Cap | Natal | Orange FS | Transvaal | Total |
| ----------------------- | --- | ----- | --------- | --------- | ----- |
| Parti Uni               | 30  | 6     | 2         | 32        | 70    |
| Parti national réunifié | 26  | 1     | 8         | 6         | 41    |
| Nuwe Order              | 2   | 0     | 0         | 14        | 16    |
| Parti travailliste      | 0   | 2     | 0         | 2         | 4     |
| Parti du Dominion       | 1   | 7     | 0         | 0         | 8     |
| Parti afrikaner         | 0   | 0     | 5         | 3         | 8     |
| Indépendants            | 0   | 0     | 0         | 3         | 3     |
| Parti socialiste        | 0   | 0     | 0         | 0         | 0     |
| Total                   | 59  | 16    | 15        | 60        | 150   |

## Contexte électoral
Ces élections interviennent dans le contexte de la Seconde Guerre mondiale. Il s'agit pour le parti national réunifié de marginaliser ses rivaux dans le camp nationaliste et pour le parti uni de réaliser l'union sacrée. 

## Résultats
Le parti uni remporte la victoire et peut compter sur le soutien des partis pro-britanniques et travaillistes. De son côté, le parti national réunifié progresse et peut se féliciter d'avoir marginalisé toutes les autres dissidences nationalistes (Nuwe Order et parti afrikaner) qui sont éliminés du parlement. Havenga est lui-même battu dans la circonscription de Francfort, arrivant 3e derrière le candidat du Parti national réunifié et celui du parti uni. S'il régresse dans la province du Cap (d'un siège par rapport aux élections de 1938 et de 7 sièges par rapport au nombre de députés de son groupe parlementaire), le parti national réunifié confirme qu'il est redevenu le premier parti politique de l'État libre d'Orange où Charles Swart, élu à Winburg lors d'une élection partielle en 1941, retrouve son siège. Le parti national perd néanmoins le seul siège qu'il détenait au Natal, celui d'Ernest George Jansen, député sortant de Vryheid, élu en 1938 sous les couleurs du parti uni, qui est battu par L.S. Steenkampson. 
Charles Stallard, élu à la chambre de l'assemblée en septembre 1939 à la suite d'une élection partielle, est réélu à Pietermaritzburg face au candidat du parti travailliste sud-africain.
| Parti                   | Cap     | Natal  | Orange FS | Transvaal | Total    |
| ----------------------- | ------- | ------ | --------- | --------- | -------- |
| Parti uni               | 35 ( 5) | 6      | 1 ( 1)    | 47 ( 15)  | 89 ( 19) |
| Parti national réunifié | 19 ( 7) | 0 ( 1) | 13 ( 5)   | 11 ( 5)   | 43 ( 2)  |
| Parti travailliste      | 1 ( 1)  | 2      | -         | 6 ( 4)    | 9 ( 5)   |
| Parti du Dominion       | 1       | 6( 1)  | -         | -         | 7( 1)    |
| Indépendants            | -       | 2( 2)  | -         | 0( 3)     | 2( 1)    |
| Total                   | 56      | 16     | 14        | 64        | 150      |